# Championnat de France masculin de volley-ball 1980-1981
Navigation
Saison précédente Saison suivante
Le Championnat de France de volley-ball Nationale 1 1980-1981 a opposé les dix meilleures équipes françaises de volley-ball.

## Listes des équipes en compétition
| \| Asnières Cannes Saint-Maur Grenoble Montpellier Lyon Sète Paris UC Stade Français Clamart \| Localisation des clubs engagés dans le championnat. |
| Asnières Cannes Saint-Maur Grenoble Montpellier Lyon Sète Paris UC Stade Français Clamart                                                           |

| Asnières Sports |
| AS Cannes       |
| CSM Clamart     |
| AS Grenoble     |
| ASUL Lyon       |
| Montpellier UC  |
| Paris UC        |
| VGA Saint-Maur  |
| Arago de Sète   |
| Stade Français  |

## Formule de la compétition
- Phase régulière, les équipes se rencontrent en match aller/retour.
- Les quatre premiers du classement se rencontrent en trois tournois (dit tournois des As). Les résultats de la saison régulière sont conservés. Le classement final est établi à l'issue des douze rencontres.

## Classement final
| #  | Équipe         |
| 1  | Cannes         |
| 2  | Grenoble       |
| 3  | Asnières (T)   |
| 4  | Stade Français |
| 5  | Sète           |
| 6  | Saint-Maur     |
| 7  | Clamart        |
| 8  | ASUL Lyon (P)  |
| 9  | Montpellier    |
| 10 | Paris UC (P)   |

## Bilan de la saison
| Tableau d'Honneur           |           |
| Compétition                 | Vainqueur |
| Nationale 1                 | Cannes    |
| Coupe de France à handicaps | AS Cannes |

| Qualifications européennes 1981-1982 |                 |
| Compétition                          | Qualifiés       |
| Ligue des champions                  | AS Cannes       |
| Coupe des vainqueurs de Coupes       | AS Grenoble     |
| Coupe de la CEV                      | Asnières Sports |

| Promotions et relégations |                            |
| Relégués en Nationale 2   | Montpellier UC Paris UC    |
| Promus de Nationale 2     | Racing CF ASBA Montpellier |